# 上海市西南位育中学
上海市西南位育中学，是一所创建于1993年的完全中学。
有三个校区。其中西校区位于宜山路671号，东校区位于小木桥路500号，北校区位于桂林路567号。2007年，它被评选为上海市徐汇区实验性示范性高中。校训是追求完美，力求发展。